# Malaita (provincija)
Malaita je jedna od devet provincija u Salomonskim Otocima. 

## Zemljopis
Površina provincije je 4.225 km². Najveći i najznačajniji otok u provincije je Malaita koji ima površinu od 4.307 km². Središte provincije je u gradu Auki.

### Otoci
- Adagege
- Alite
- Anuta Paina
- Funaafou
- Laulasi
- Maana'omba
- Malaita
- Maramasike (Južna Malaita)
- Mbasakana
- Ndai
- Ontong Java
- Sikaiana
- Sulufou

## Demografija
Prema podacima iz 1999. godine u provinciji živi 122.620 stanovnika, dok je prosječna gustoća naseljenosti 29 stanovnika na km². Stanovnici glavnog otoka su Melanezijci, dok na udaljenim otocima Ontong Java i Sikaiana žive Polinežani.

## Vanjske poveznice
- Informacije o provinciji  Arhivirana inačica izvorne stranice od 1. ožujka 2001. (Wayback Machine)